# Finländska köket

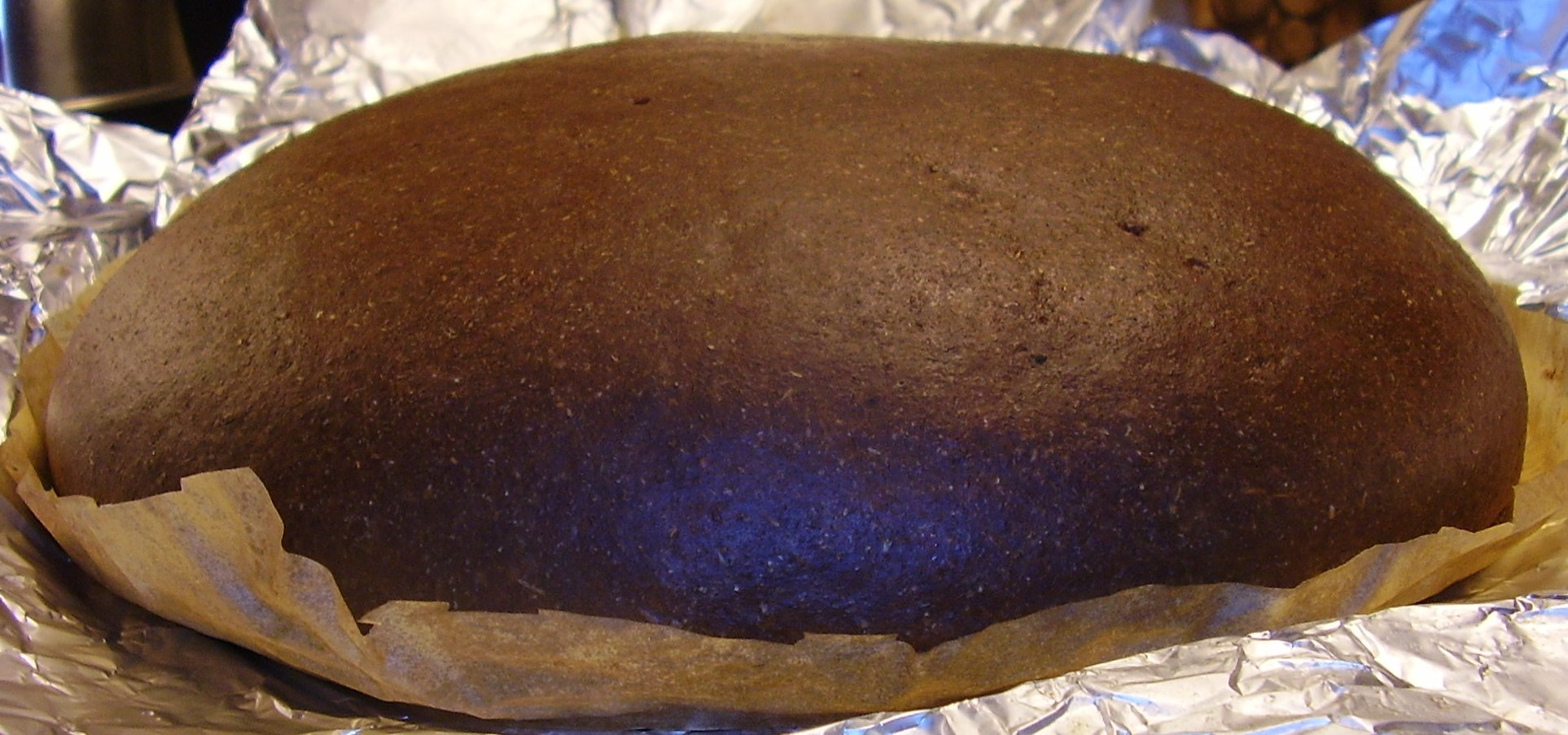
Kalakukko.

Det finländska köket har fått intryck från både öst och väst, främst från Ryssland och Sverige. Mattraditionerna tenderar också att variera mellan den svenskspråkiga och den finskspråkiga delen av landet. Traditionellt har de präglats av de begränsningar klimatet och årstider ställer.
Bröd äts till samtliga måltider. Fisk spelar en framträdande roll i traditionella finska rätter då främst lax, regnbåge, torsk, gädda, sill, abborre och muikku (siklöja). Detta kan härledas till att landet har mer än 180 000 sjöar.

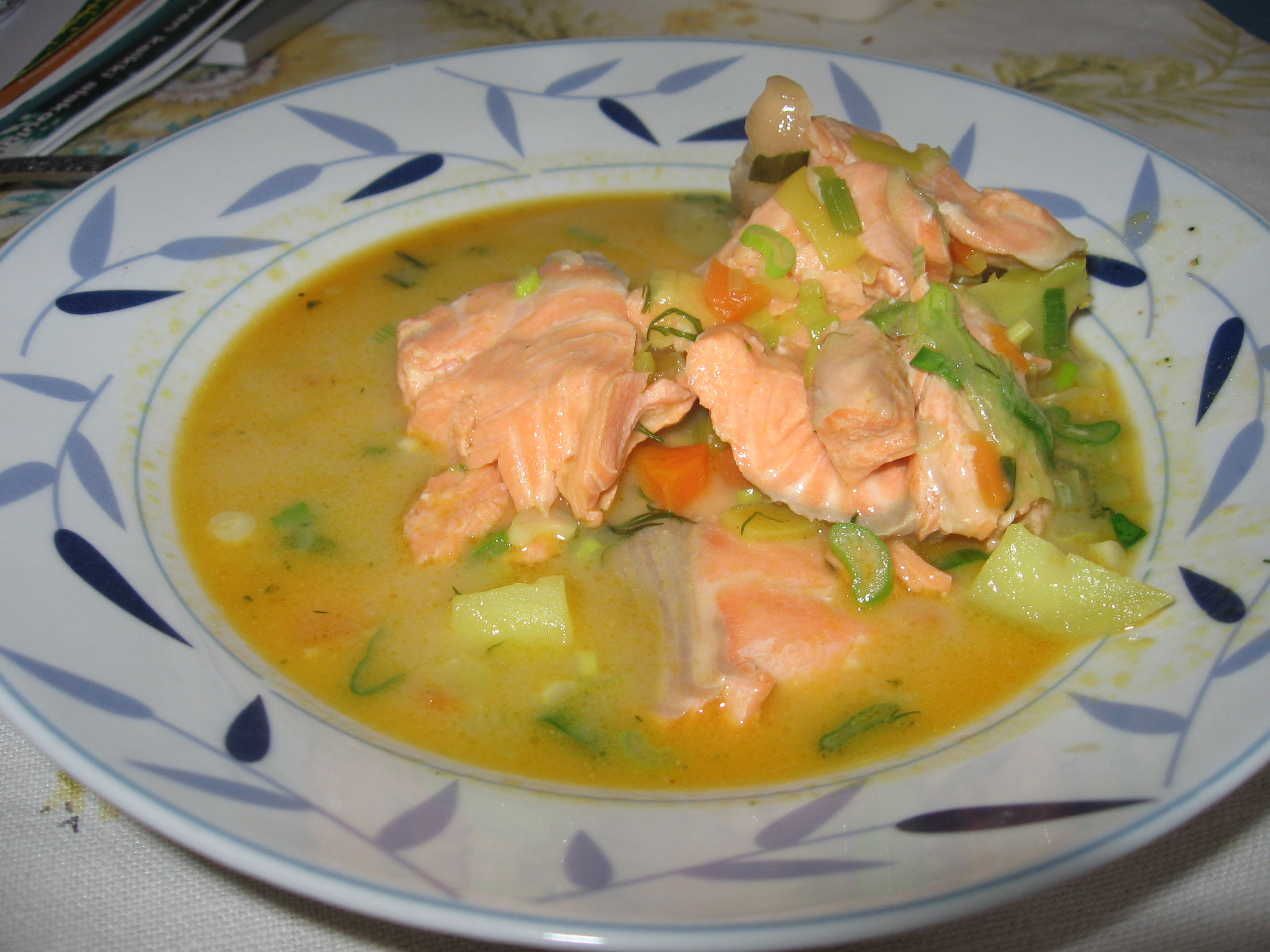
Laxsoppa.

Kötträtter är franskinspirerade, undantaget viltkötträtter. Rätterna på andra håll har traditionellt innefattat olika grönsaker och svampar. Evakuerade från Karelen kombinerade östra och västra Finlands matkulturer i efterdyningarna av fortsättningskriget.[källa behövs] Desserter inkluderar oftast bär som tranbär, hjortron och polybär.

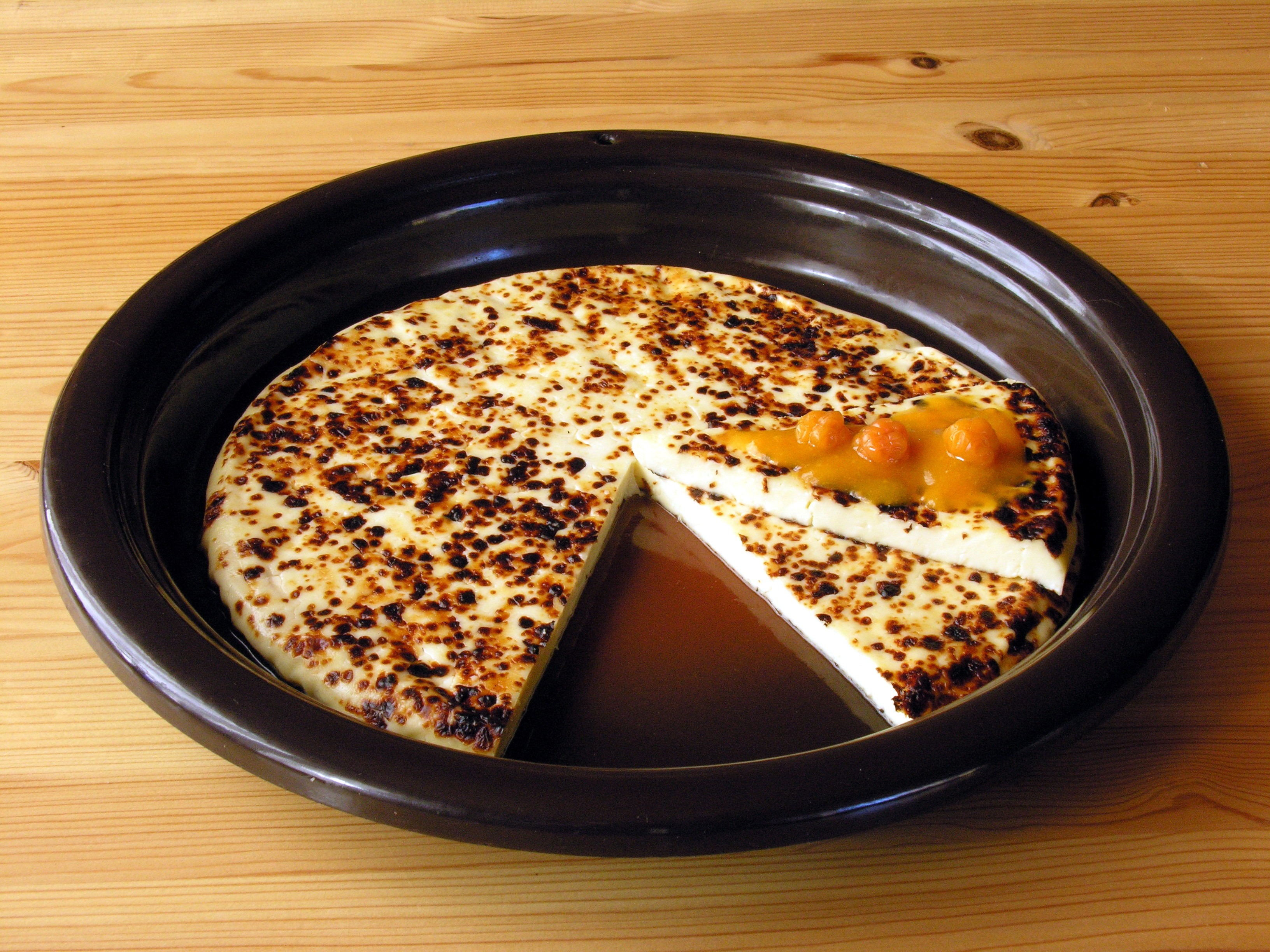
Kaffeost med hjortronsylt.

Det finländska köket använder mycket spannmål som råg, korn, havre) och bär (som blåbär, lingon och hallon). Mjölk och dess derivat som surmjölk används ofta som dryck eller i matlagning.[källa behövs] Rotsaker som kålrot var vanliga i traditionell matlagning, men ersattes med potatisen efter dess introduktion på 1700-talet. Kryddor har använts sparsamt.[källa behövs]
Det samiska köket har egna traditioner, där till exempel renkött, hjortron och andra gåvor av den nordliga naturen spelar en stor roll.

## Traditionella rätter
Följande är en lista av typiska traditionella rätter i Finland.

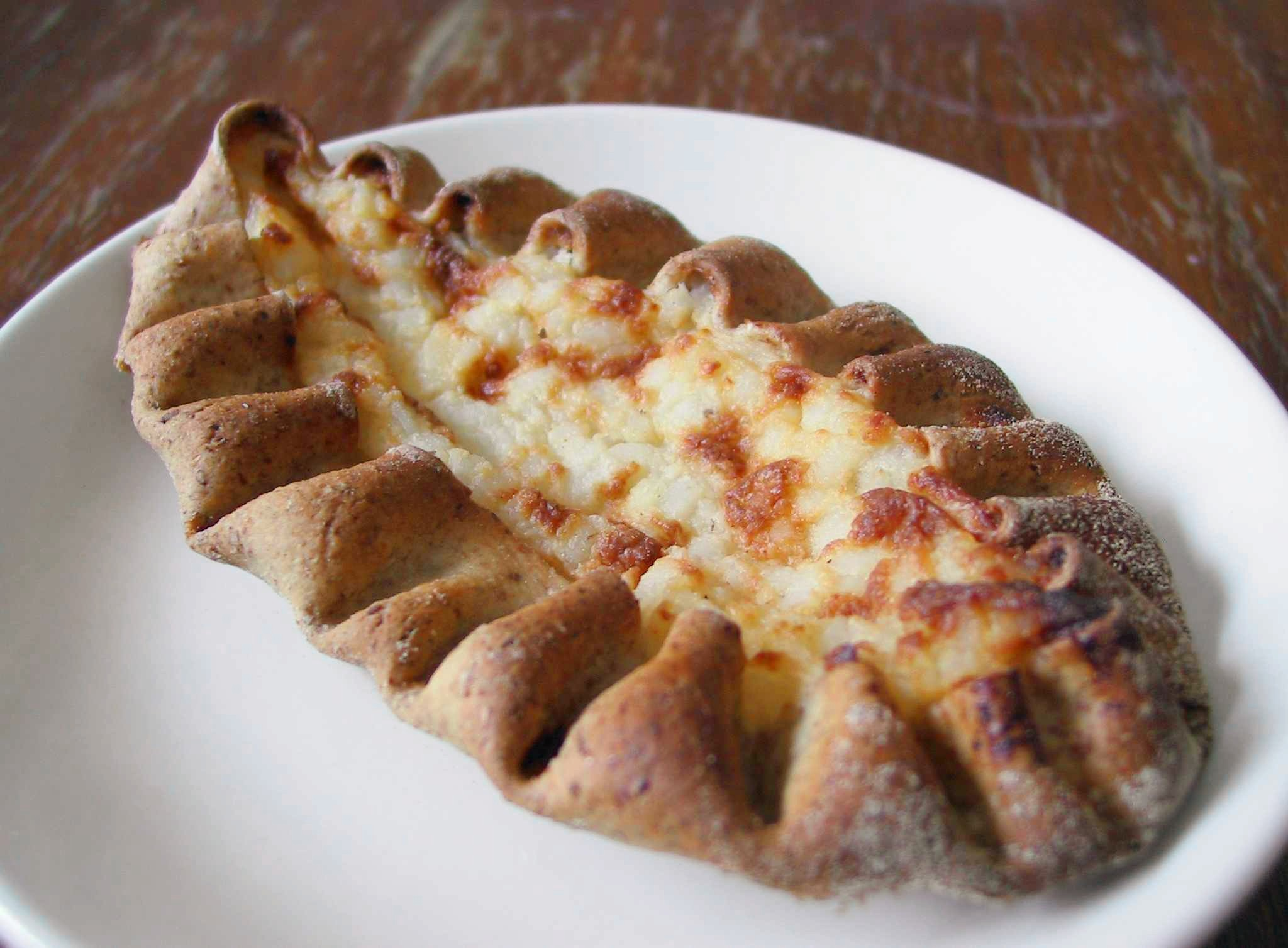
Karelsk pirog.

- Karelska piroger – finska karjalanpiirakka
- Leverlåda – finska maksalaatikko
- Kåldolmar – finska kaalikääryleet
- Kalakukko – fisk inbakad i rågbröd, finska kalakukko
- Viltkött. Älg, rådjur, skogshöns, anka, hare. Dessa är ovanliga på restauranger men vanligt förekommande hos dem som har jakt som hobby.
- Kallrökt fisk
  - Kallrökt lax – finska kylmäsavustettu lohi
  - Gravad lax – finska graavilohi
  - Kallrökt abborre – finska kylmäsavustettu ahven
- Ärtsoppa – finska hernekeitto
- Kaffeost på råmjölk – finska leipäjuusto eller juustoleipä
- Fil – finska viili
- Potatismos – finska perunamuusi
- Köttbullar – finska lihapullat
- Inlagd sill (vanligen tillsammans med småpotatis) – finska silli
- Rökt skinka eller nötkött – finska palvikinkku eller palviliha
- Korvsoppa – finska makkarakeitto
- Köttfärssoppa – finska jauhelihakeitto

### Säsonger
- Memma och lammkött på påsken

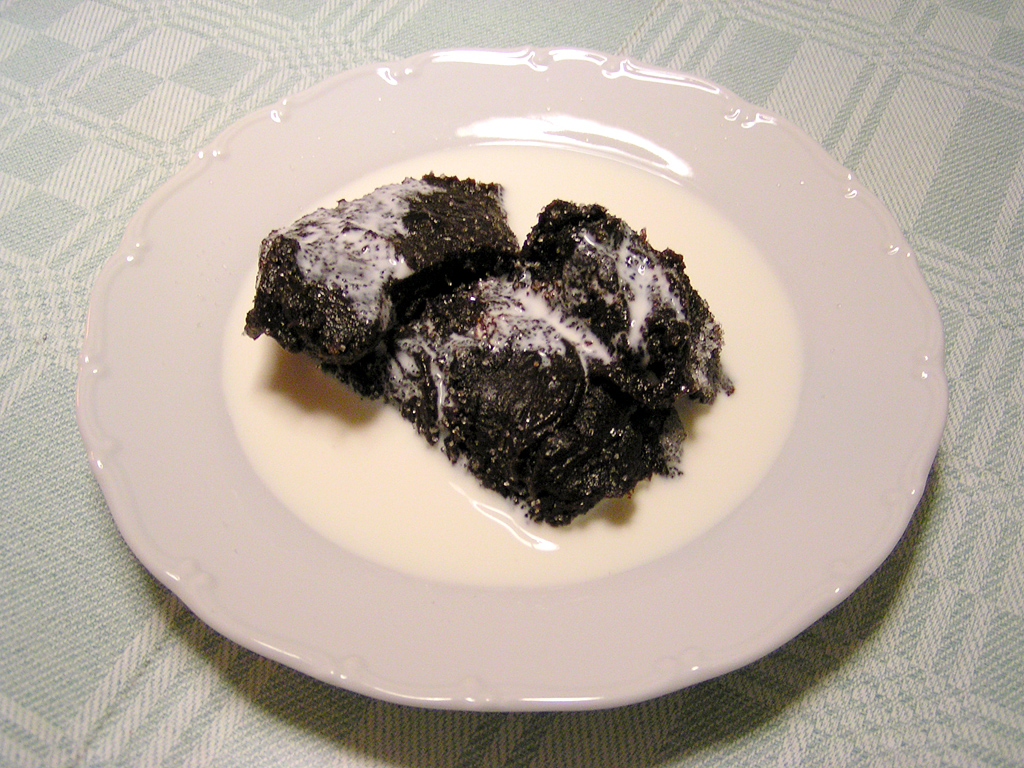
Memma.

- Nypotatisar och jordgubbar på sommaren
- Svampar, äpplen och lingon på hösten
- Julbord – julrätter som skinka, olika typer av grytor av lever, kålrotslåda och morotslåda, potatislåda, potatissallad, rosolli (rödbets-, morots- och potatissallad).